# 蒲原 (新潟市)
蒲原（かんばら）は、かつて新潟県新潟市、現在の中央区にあった町字。
1976年（昭和51年）に住居表示が実施されたことにより消滅した。
以下の記述は消滅直前当時の旧蒲原に関しての記述であり、現在では名称等が異なる場合がある。なお、ここに記述されていない内容に関しては新潟市などの記事を参照。

## 概要
1889年（明治22年）から1976年（昭和51年）の大字。信濃川下流右岸に位置する。もとは江戸時代から1889年（明治22年）まであった蒲原村の区域の一部。

## 歴史
信濃川による浸食により、1690年（元禄3年）に現在地である長嶺新田の一部に移転。物産に醤油、麹、味噌、種油、板合船、白足袋、提灯などがあった。

### 分立した町字
1889年（明治22年）以後に、以下の町字が分立。
蒲原町（かんばらちょう）
1968年（昭和43年）に分立した町字。
長嶺町（ながみねちょう）
1968年（昭和43年）に分立した町字。

### 年表
- 1889年（明治22年）4月1日 : 合併により沼垂町の大字となる。
- 1914年（大正3年）4月1日 : 合併により新潟市の大字となる。
- 1968年（昭和43年） : 一部から蒲原町、長嶺町、明石1丁目から2丁目が分立。
- 1970年（昭和45年） : 一部から天神1丁目から2丁目、笹口1丁目から3丁目、米山1丁目から2丁目が分立。
- 1976年（昭和51年） : 残りが天神1丁目から2丁目となり、字蒲原が消滅する。